# Kōkei

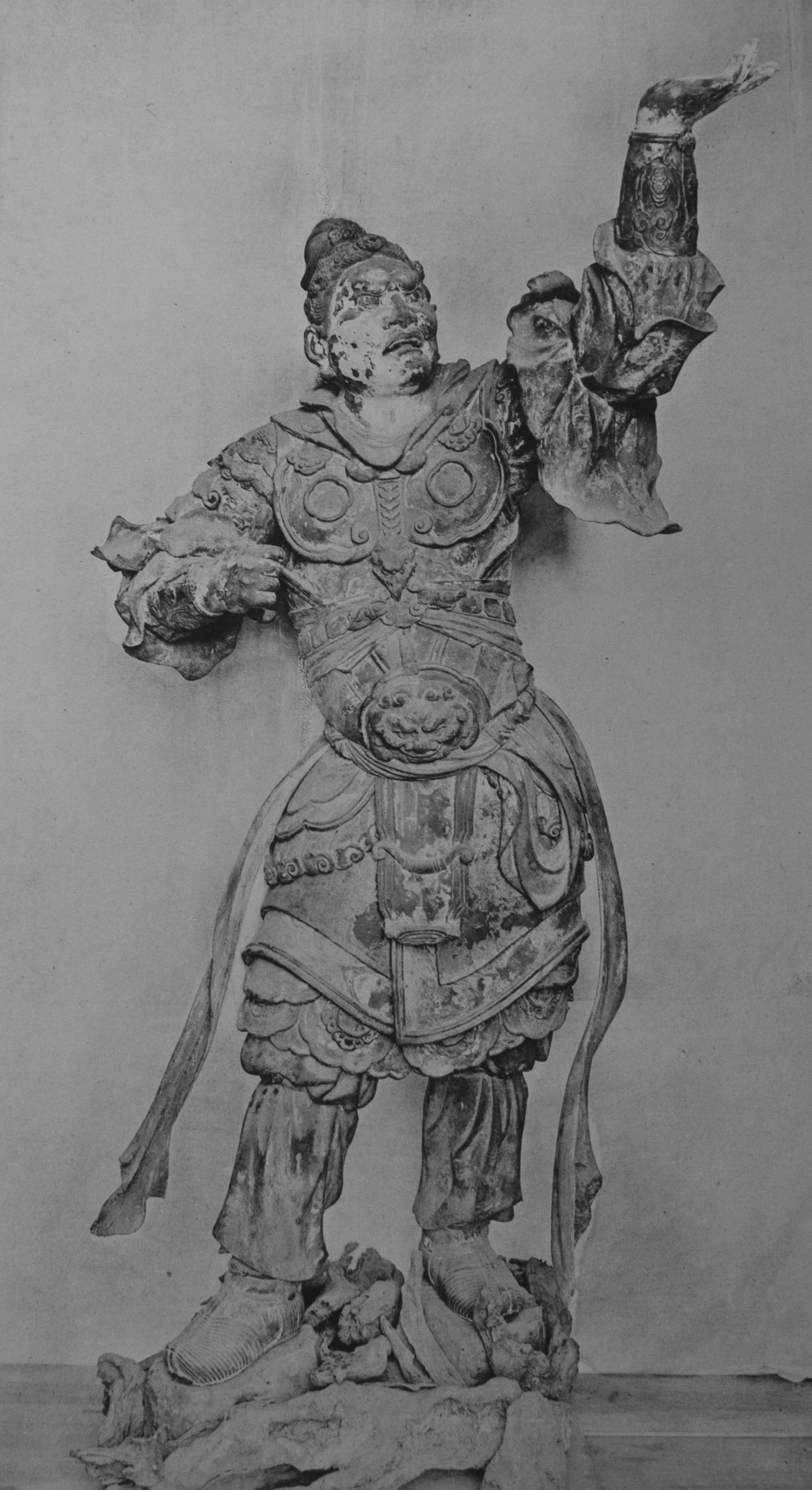
Tamonten

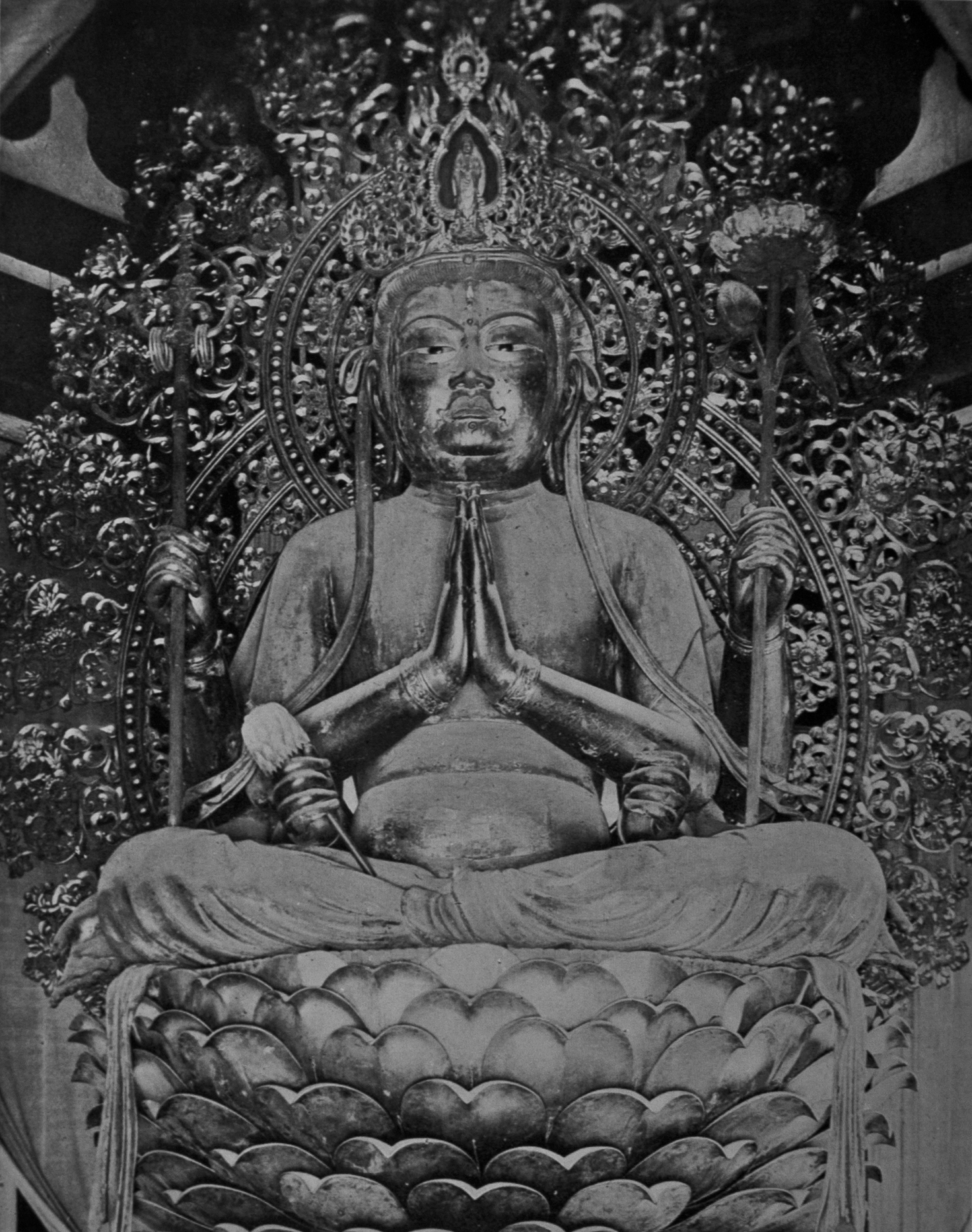
Fukūkenjaku Kannon

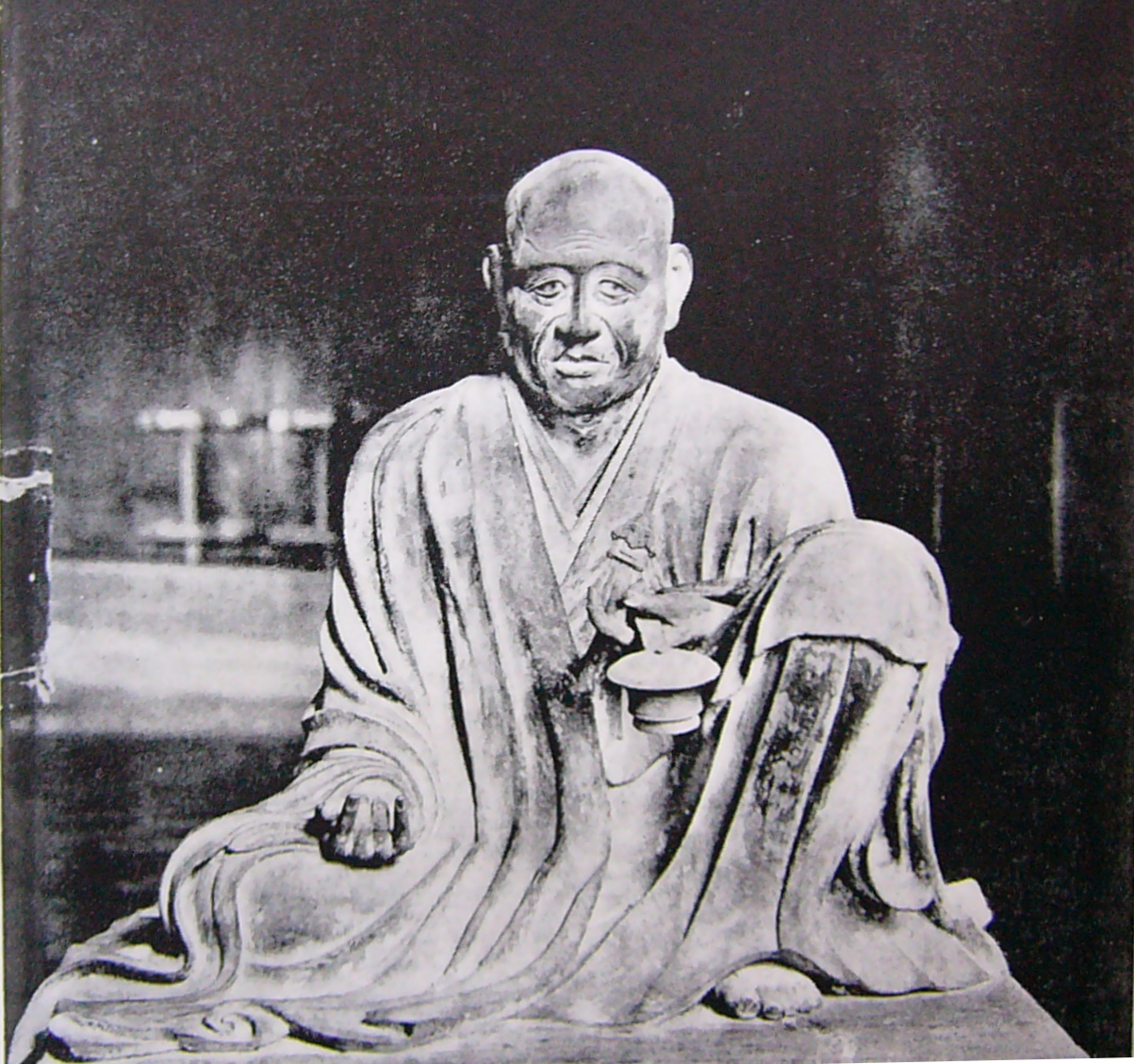
Gyōga

Kōkei (japanisch 康慶) war ein japanischer Bildhauer  am Ende des 12. und Anfang des 13. Jahrhunderts.

## Leben und Werk
Kōkei war ein Schüler von Kōchō und der Vater von Unkei. Er und Kōkei begründeten den neuen Stil der Kamakura-Zeit. Die ersten zeitgenössischen  Berichte über Kōkei betreffen ein Werk, das er 1153 fertigstellte. Im Jahr 1177 wurde er zum Hokkyō ernannt und zwar in Anerkennung seiner Arbeiten für die Statuen in der fünfstöckigen Pagode des Rengeō-in, die er auf Wunsch des Kaisers Go-Shirakawa herstellte. Kōkeis bedeutendste Arbeiten sind die, die er im Jahr 1180 als Ersatz für die bei Bränden verloren gegangenen Statuen des Tōdai-ji und des Kōfuku-ji in Nara herstellte. 1189 schuf er elf noch existierende Statuen für die Südliche Rundhalle (南円堂, Nan’en-dō) des Kōfuku-ji: eine Fukūkenjaku-Kannon (不空羂索観音像), die vier Himmelskönige (四天王, Shitennō), darunter Tamonten (多聞天), und die sechs Hossō-Patriarchen (法相六祖, Hossō Rokuso), darunter Gyōga (信叡). 1194 erhielt er als Anerkennung für seine neuen Statuen den Ehrentitel Hōgen. Zwei Jahre später, also 1196, baute er die riesengroßen Bodhisattva-Begleiter und die vier himmelskönige für die Haupthalle (Daibutsu-den) des Tōdai-ji, wobei ihn sein Sohn Unkei und seine Schüler wie Kaikei und Jōkaku (定覚) unterstützten.
Diese Skulpturen Kōkeis strahlen eine kräftige Frische aus und brachten mit ihrem neuen Realismus die Schule in den Mittelpunkt der Entwicklung der Zeit. Besonders die Statuen im Nan'en-dō belegen diese Entwicklung. Da die Fujiwara-Familie sich traditionellerweise mit der Fukūkenjaku-Kannon verbunden fühlte, bestand sie darauf, dass die neue Statue möglichst genau der beim Brand 1180 verloren gegangenen ähnelte. Kōkei schuf seine Figur nach Quellenstudium, wandelte sie aber gemäß seinem kräftigen Stil ab, wobei er auch Ideen der Tempyō-Zeit (729–749) einbezog und sich damit von der Heian-Zeit absetzte.